# Gretel Bergmann
Margarete Minnie Bergmann, coniugata Lambert, detta Gretel (Laupheim, 12 aprile 1914 – Queens, 25 luglio 2017), è stata un'altista e pesista tedesca, naturalizzata statunitense.
Grazie a forti pressioni internazionali, fu una delle poche atlete ebree tedesche prese in considerazione per la partecipazione ai Giochi della XI Olimpiade, organizzati dalla Germania nazista.

## Biografia

### Primi anni
Margaret Bergmann, detta Gretel, nacque il 12 aprile 1914 a Laupheim, un piccolo comune del sud della Germania, da una famiglia ebrea rispettata e benestante, che si stabilì nella zona sin dal 1870. Sin da giovanissima venne iniziata a diverse discipline sportive, quali la corsa, il nuoto, il tennis e lo sci e già a dieci anni iniziò a gareggiare ottenendo risultati incoraggianti per il prosieguo della sua carriera sportiva. Nel 1930 entrò a far parte dell'associazione sportiva di calcio Ulmer FV 1894. Qui, grazie ad un buon reparto di atletica leggera, riuscì ad ottenere i primi successi. L'anno successivo, nel 1931, presenziò ai Campionati della Germania meridionale, dove stabilì un record saltando 1,51 metri.
A diciannove anni Gretel si trovò dinanzi ad un avvenimento che rappresenterà il bivio tanto per la propria vita, quanto per la sua carriera sportiva. Nel 1932, difatti, avvenne l'ascesa del Partito Nazionalsocialista Tedesco dei Lavoratori, che di lì a poco portò ad un rapido deterioramento delle condizioni sociali degli ebrei. Per Gretel, tuttavia, l'incubo si materializzò soltanto un anno dopo, quando nel 1933, con l'avvento delle leggi razziali, lo stesso allenatore del club dove era iscritta e si allenava, le comunicò che non era più ospite gradito in quanto ebrea. Basti pensare che, come ricordò in seguito la stessa Gretel, sull'entrata del club in questione venne apposto un cartello con la scritta "Ingresso vietato a cani ed ebrei". Per via della sua condizione le venne anche negato l'accesso al Collegio tedesco per la ginnastica a Berlino.
Il padre Edwin, così come tutta la famiglia, preoccupato per il futuro sportivo di una giovane tanto promettente, approfittò nel 1934 di un viaggio di lavoro per iscriverla presso il Politecnico di Londra. Qui la Bergmann, all'epoca diciannovenne, venne accettata dal circolo di atletica in breve e poté così proseguire il proprio percorso sportivo. Nel 1935, infatti, l'atleta partecipò e vinse il Campionato di Inghilterra, dove fermò l'asticella all'altezza di 1,55 metri.

### Olimpiadi del 1936

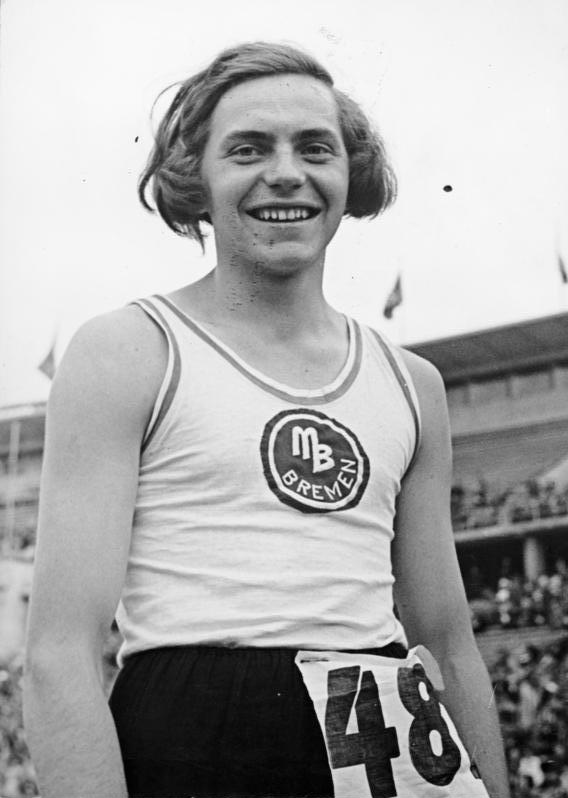
Hermann Ratjen alias Dora Ratjen, l'atleta chiamata dal regime a sostituire Gretel.

Nel 1931 il Comitato Olimpico Internazionale, ignaro degli avvenimenti che avrebbero portato alla rapida trasformazione della democrazia tedesca in un regime totalitario, decise che le Olimpiadi del 1936 si sarebbero tenute in Germania. Così il 1936 fu l'anno dei Giochi della XI Olimpiade, organizzati proprio dal Terzo Reich. L'occasione fu ghiotta, tanto per il regime tedesco che aveva l'occasione di battere sportivamente gli Stati Uniti, quanto per la stessa Bergmann, la quale poteva finalmente affermarsi come saltatrice di fama mondiale. Tuttavia, l'eco dei clamorosi successi inglesi di Gretel giunse rapidamente sino a Berlino, dove le autorità naziste iniziarono a preoccuparsi della situazione che andava man mano creandosi, nonché della fama che l'atleta ebrea andava conquistando.
Difatti, già da tempo, la Germania nazista riceveva pressioni affinché gli atleti ebrei prendessero parte ai Giochi Olimpici di Berlino. La notizia della vittoria di Gretel fuori patria face da cassa di risonanza alla situazione e quindi tanto il CIO quanto gli Stati Uniti minacciarono boicottaggi nell'eventualità di un'estromissione degli atleti ebrei da parte del regime tedesco. I tedeschi, pertanto, preoccupati dalla possibilità di un'assenza della rappresentativa statunitense ai Giochi Olimpici di Berlino, cosa che avrebbe decretato il flop della manifestazione, decisero di farle fare ritorno in Germania. Per convincerla le promisero la partecipazione ai giochi stessi, ma al contempo la minacciarono di rappresaglie verso la famiglia, rimasta in patria, in caso di mancato ritorno.
La Bergmann in un primo momento pensò di non fare ritorno, ma in seguito, su consiglio del padre, recatosi in Inghilterra, cambiò idea. Una volta arrivata, cominciò ad allenarsi molto duramente. Le autorità tedesche, tuttavia, le impedirono di allenarsi insieme alle altre atlete facenti parte della squadra olimpica femminile di salto in alto, aspetto questo che penalizzò molto l'atleta, privata di qualsiasi punto di riferimento e paragone. La preoccupazione però si accrebbe quando, il 30 giugno 1936, un mese prima della cerimonia di apertura dei Giochi Olimpici di Berlino, Gretel eguagliò il record tedesco di salto in alto detenuto da Elfriede Kaun, fermo a 1,60 metri:
(Gretel Bergmann)

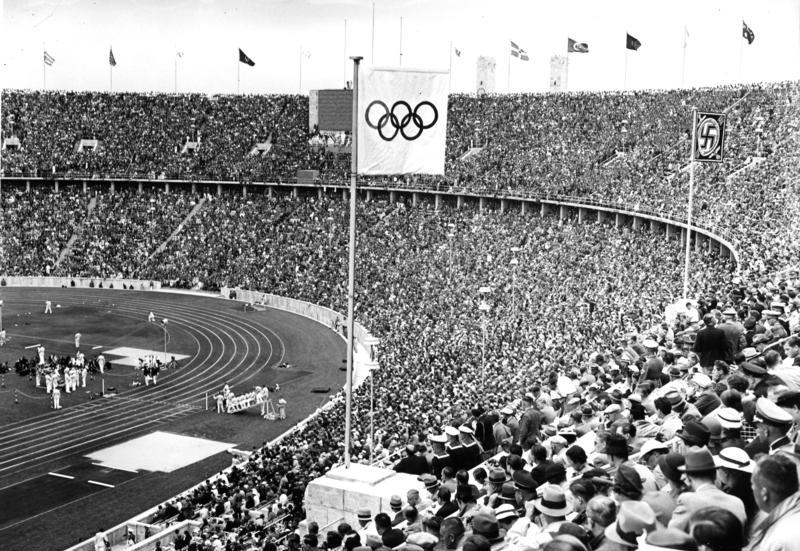
Stadio Olimpico di Berlino durante i Giochi del 1936.

La strada per la partecipazione alla competizione dovrebbe ormai essere spianata, ma Gretel, preoccupata di ritorsioni verso sé e verso la sua famiglia, non riesce più a saltare in maniera soddisfacente. Le autorità tedesche, tuttavia, attendono sino al 16 luglio, quando ormai la squadra olimpica statunitense è già partita alla volta dell'Europa. Riceve una lettera da parte del Comitato Olimpico tedesco, ove le viene comunicata la decisione di non farle prendere parte alla competizione internazionale in virtù degli scarsi risultati ottenuti:
(Testo della lettera)
Ad aggiungersi al danno anche la beffa: il regime, infatti, donò dei biglietti per dei posti in piedi alla Bergmann affinché assistesse alle competizioni come una qualsiasi spettatrice.
La Bergmann venne sostituita con un'atleta simpatizzante per il nazionalsocialismo e appartenente alla cosiddetta razza ariana, Dora Ratjen, la quale nella competizione si piazzò solamente quarta con la misura di 1.58 metri. Tale risultato fu un fiasco, soprattutto se si pensa che nel 1938 si scoprì che l'atleta in questione era in realtà un uomo, tale Hermann Ratjen.
Anni dopo la Bergmann ha avuto parole di compianto per Ratjen, considerandola al pari di sé stessa un'altra delle vittime del nazionalsocialismo. Tuttavia Gretel dichiarò che, seppure i modi molto discreti della Ratjen avessero destato dei sospetti, mai aveva pensato che dietro la maschera da donna, si celasse un uomo.

### Il dopo Olimpiadi
La Bergmann, delusa per non aver potuto dimostrare il proprio valore sul campo, più che per non aver potuto rappresentare la Germania, nel maggio del 1937 decise di trasferirsi negli Stati Uniti con solo 4 dollari in tasca, stabilendosi nel Queens a New York. Qui comincia a guadagnarsi da vivere con lavori occasionali. Nello stesso anno sposa un fisico, Bruno Lambert, conosciuto durante la preparazione alle Olimpiadi appena svoltesi e che l'aveva aiutata finanziariamente a trasferirsi dalla Germania nazista. D'ora in avanti prenderà il nome di Margaret Bergmann-Lambert. Sempre nel 1937 riesce a vincere i campionati di salto in alto e quelli di getto del peso, ripetendosi nel 1938 per quanto concerne il salto in alto. Tuttavia con lo scoppiò della seconda guerra mondiale, Gretel dichiara conclusa la sua carriera sportiva. Nel 1942 acquisisce la cittadinanza statunitense.

### Storia recente

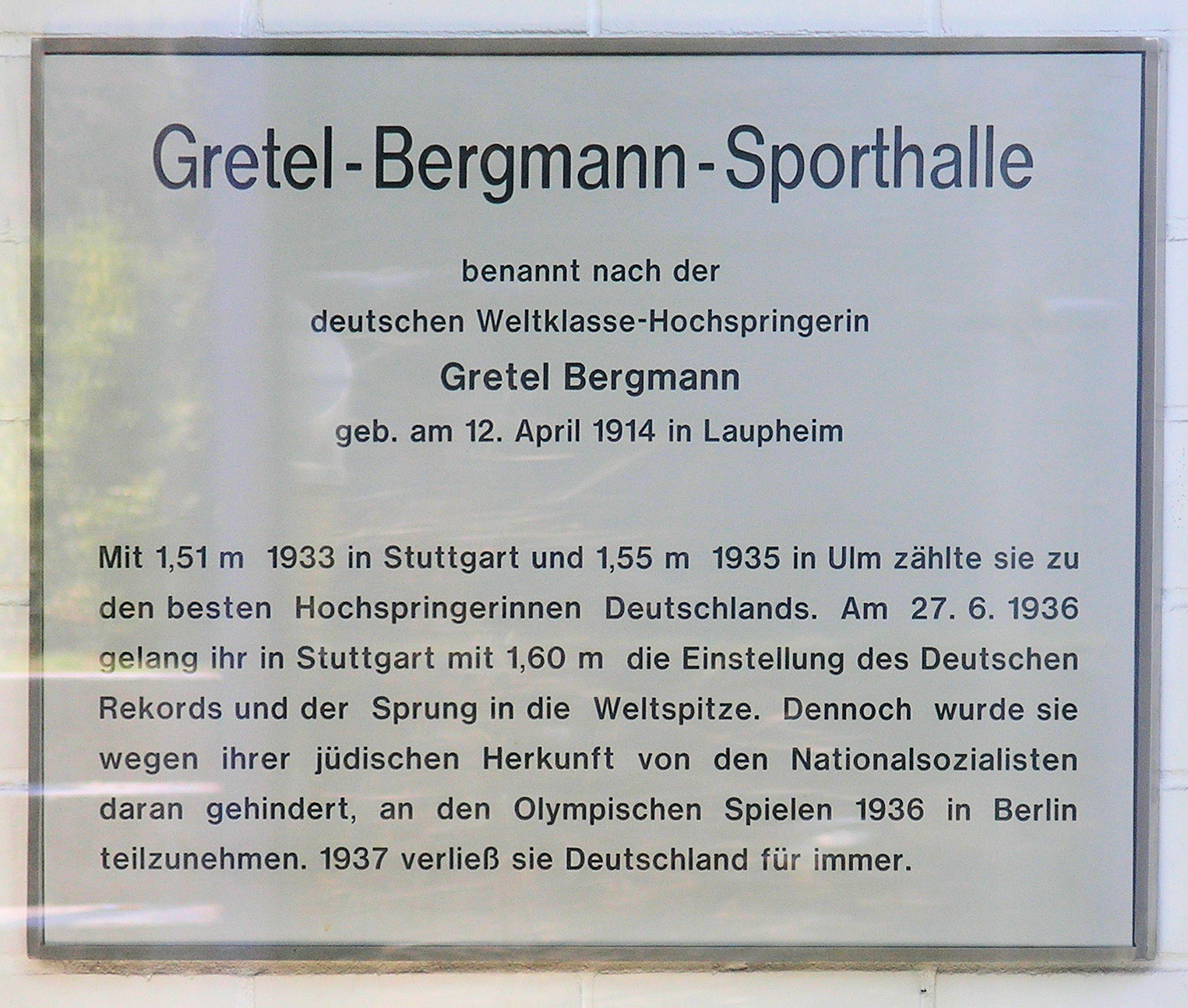
Lapide commemorativa dedicata a Gretel Bergmann.

Nell'agosto del 1995, su iniziativa della federazione sportiva tedesca, le viene intitolato uno stadio, il Gretel Bergmann Sports Arena, ubicato nel quartiere di Berlino Wilmersdorf. L'ex atleta, ormai ottantunenne, decise di non prendere parte alla cerimonia inaugurale, per mantenere fede alla promessa di non mettere più piede in Germania.
Nel 1996, tuttavia, in occasione della cerimonia di apertura dei Giochi Olimpici di Atlanta, fu ospite d'onore del Comitato sportivo tedesco.
Nel 1999 le vengono intitolate altre strutture sportive tedesche. Questa volta, memore anche del trattamento ricevuto durante i Giochi Olimpici di Atlanta, decide di accettare e prendere, così, parte alle cerimonie previste. In seguito dichiarò:
(Gretel Bergmann)
In tale occasione la Bergmann, per poter parlare con il pubblico tedesco, ebbe bisogno di un interprete poiché, sempre per far fede ad una promessa fatta a se stessa anni prima, aveva completamente dimenticato la natia lingua.
Il 23 novembre 2009, a distanza di ben 73 anni, il record nazionale di salto in alto femminile, stabilito nel 1936 dalla Bergmann e che il regime nazista si era rifiutato di omologare, è stato ufficialmente riconosciuto:
(Theo Rous)
Muore nel 2017 ed ha ricevuto sepoltura nel Cimitero di Mount Hebron, nel quartiere di Flushing, New York.

## Media
La storia di Gretel Bergmann ha destato molto interesse da parte dei media. La HBO il 14 luglio del 2004 presenta un documentario dal titolo Hitler's Pawn – The Margaret Lambert Story. Successivamente, nel 2008, Karoline Herfurth la impersonò nel film Berlin 36, la cui storia si basa proprio sulla vita dell'atleta. La stessa Bergmann ha espresso giudizi favorevoli verso il film, ed in particolar modo per il modo in cui viene mostrato il trattamento che allora era riservato agli ebrei.